# Pstrość tulipana

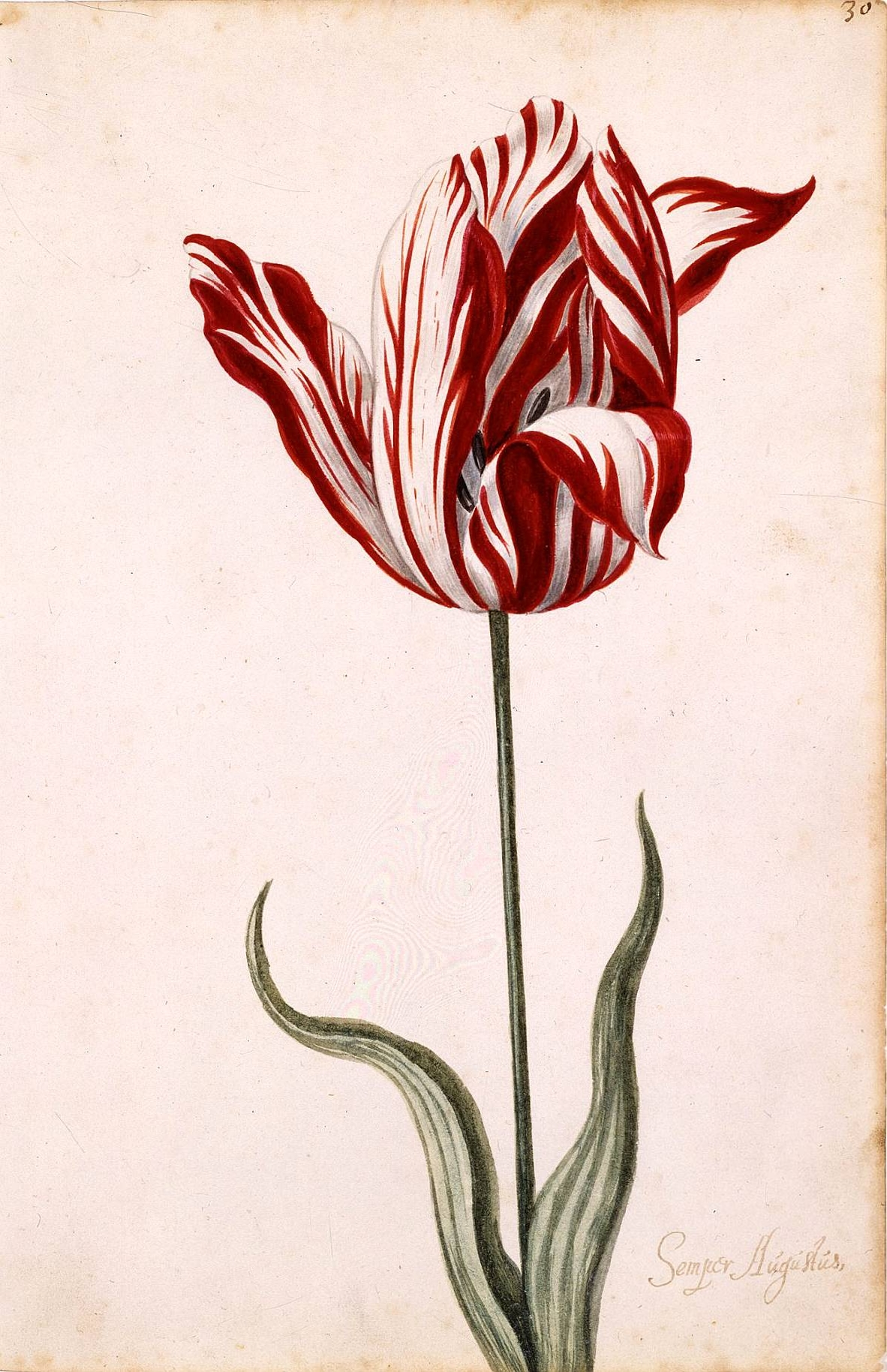
Ilustracja z 1640 roku przedstawiająca odmianę „Semper Augustus” dotkniętą pstrością

Pstrość kwiatów tulipana – choroba wirusowa roślin z rodziny liliowatych, wywoływana przez wirusa pstrości tulipana (Tulip breaking virus, TBV). Najpowszechniejsza z chorób wirusowych tulipanów. Opisana w XVI wieku w Holandii. Nie znano wówczas jednak jej etiologii.
Wektorami TBV są mszyce, przede wszystkim mszyca brzoskwiniowo-ziemniaczana, ogórkowa, smugowa, szklarniowa, burakowa i tulipanowa mniejsza.
Atakowane są tulipany i lilie. Prawdopodobnie występuje na całym świecie.
TBV powoduje mozaikę liści oraz plamy i smugi na płatkach kwiatów, widoczne szczególnie dobrze na ciemniejszych kwiatach. Choroba powoduje również ograniczenie wzrostu rośliny i słabsze wykształcenie cebul. W XVII wieku (ze szczytem w latach 1634–1637) cebulki tulipanów dotkniętych pstrością osiągały bardzo wysokie ceny na giełdzie, co zostało określone jako „tulipanomania”. Na spekulacyjny charakter handlu miała wpływ nieprzewidywalność wystąpienia pożądanej cechy – nasiona w ogóle jej nie przenosiły, gdyż nie były zakażone, a cebulki mogły zachować nie do końca oczekiwane właściwości.